# Zachariah Allen

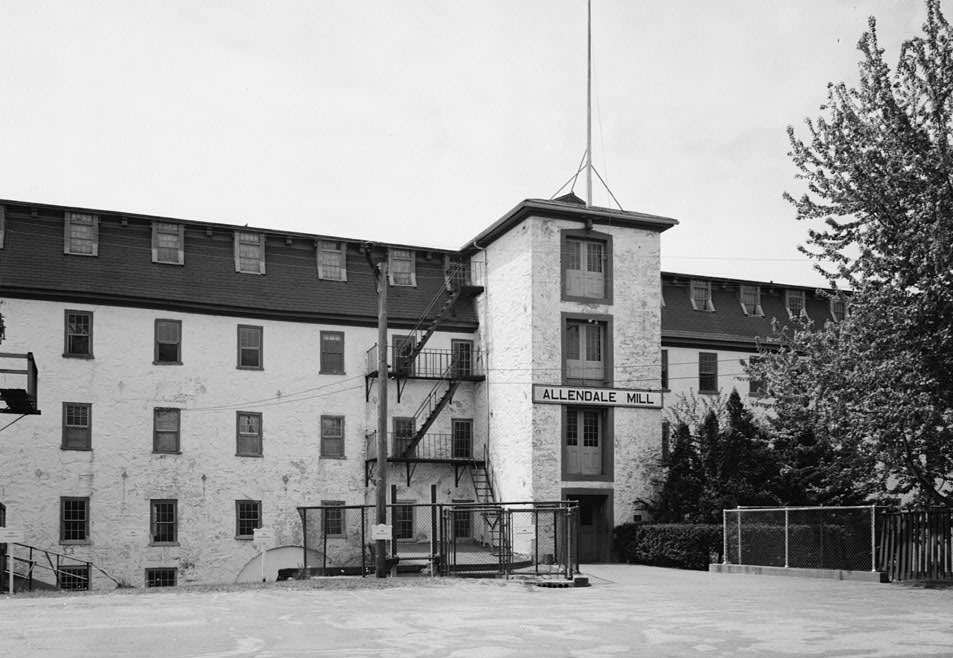
Allendale Molí, 1969

Zachariah Allen (Providence, Rhode Island, 15 de setembre de 1795 – ibíd., 17 de març de 1882) fou un fabricant tèxtil estatunidenc, científic, advocat, escriptor, inventor i dirigent civil de Providence, Rhode Island. Va ser educat a Philips Exeter Academy i a la Brown University on es va graduar el 1813.
Allen va esdevenir un fabricant tèxtil i el 1822 va construir un moli de llana en el que va incorporar un innovador sostema de seguretat contra el foc i millores mecàniques pròpies. També va construir el primer sistema de calefacció per aire calent de forns a les cases. El 1833 va patentar el seu dispositiu més conegut, la valvula automàtic per motors de vapor.
Va fundar l'empresa Manufacturers' Mutual Fire Insurance Company el 1835, embrió de l'empresa d'assegurances moderna FM Global.
Allen era també un prolífic escriptor de textos científics i va escriure articles i llibres nombrosos durant la seva vida.

## Obres publicades
(1829) The science of mechanics, as applied to the present improvements in the useful arts in Europe, and in the United States of America.
(1833) The practical tourist, or, Sketches of the state of the useful arts, and of society, scenery, and in Great Britain, France and Holland, Volume 2
(1844) article On the Volume of the Niagara River,provided the first calculation of the volume and power potential of Niagara Falls, publiscat a Silliman's American Journal of Science, Abril 1844.
(1852) Philosophy of the mechanics of nature, and the source and modes of action of natural motive-power.
(1876) Bi-centenary of the burning of Providence in 1676: Defence of the Rhode Island system of treatment of the Indians, and of civil and religious liberty., per la Rhode Island Historical Society, April 10, 1876.
(1871) Historical Sketch of the Improvements in Transmission of Power from Motors to Machines.
(1879) Solar light and heat: the source and the supply. Gravitation: with explanations of planetary and molecular forces seqüela del seu llibre de 1851.